# René Dousinelle
René Paul Louis Dousinelle (2 juin 1891 à Maisons-Laffitte - 28 janvier 1963 à Sartrouville) est un as de l'aviation français de la Première Guerre mondiale, au cours de laquelle il remporte neuf victoires aériennes homologuées, et trois non homologuées.
Dousinelle commence sa carrière militaire dans l'infanterie, le 9 octobre 1912, au sein du 155e régiment d'infanterie. Après avoir suivi une formation de pilote, il reçoit le brevet de pilote militaire no 4349 le 27 août 1916. Puis, il est envoyé suivre une formation complémentaire à Pau et à Cazaux. Le 6 avril 1917, il est affecté à l'Escadrille 311, avant d'être envoyé une semaine plus tard à l'Escadrille 48. Il se présente dans sa nouvelle unité en tant que pilote, avec le grade de sergent. Il remporte sa première victoire aérienne sur un biplan de reconnaissance allemand, le 21 septembre 1917, victoire qu'il partage avec le sergent René Montrion. Le jour suivant, il partage une nouvelle victoire qu'il partage avec l'adjudant Georges Blanc, sur un Albatros. Le 7 octobre, il prend part à un nouveau combat victorieux. Deux jours plus tard, il est promu au grade d'adjudant.
Le 31 mai 1918, il est promu au grade de sous-lieutenant, à titre temporaire. Dousinelle abat un nouvel avion de reconnaissance allemand le 5 juin, il remportera deux nouvelles victoires les 11 et 28 juin. Cinq jours avant sa neuvième victoire, le 22 juillet 1918, il reçoit la Légion d'honneur. Il avait déjà été décoré de la Médaille militaire, de la Croix de guerre française avec dix palmes et de la Croix de Guerre belge.
En octobre 1918, Dousinelle est relevé de ses obligations et envoyé au repos jusqu'à la fin de la guerre.

### Ouvrages
- (en) Norman Franks, Over the front : a complete record of the fighter aces and units of the United States and French Air Services, 1914-1918, Londres, Grub Street, 1992 (ISBN 978-0-948817-54-0 et 0-948-81754-2, lire en ligne).